# Ingrid Goude
Ingrid Goude (nacida en 1937) es una actriz y modelo sueca. Se convirtió en actriz de películas de cine b y ciencia ficción a finales de los años 50 y principios de los 60. Sus padres fueron Mr. y Mrs. Edward K. Goude. Su padre era el gerente de una planta de acero en Sandviken. El nombre de su madre era Valdy.

## Contrato cinematográfico

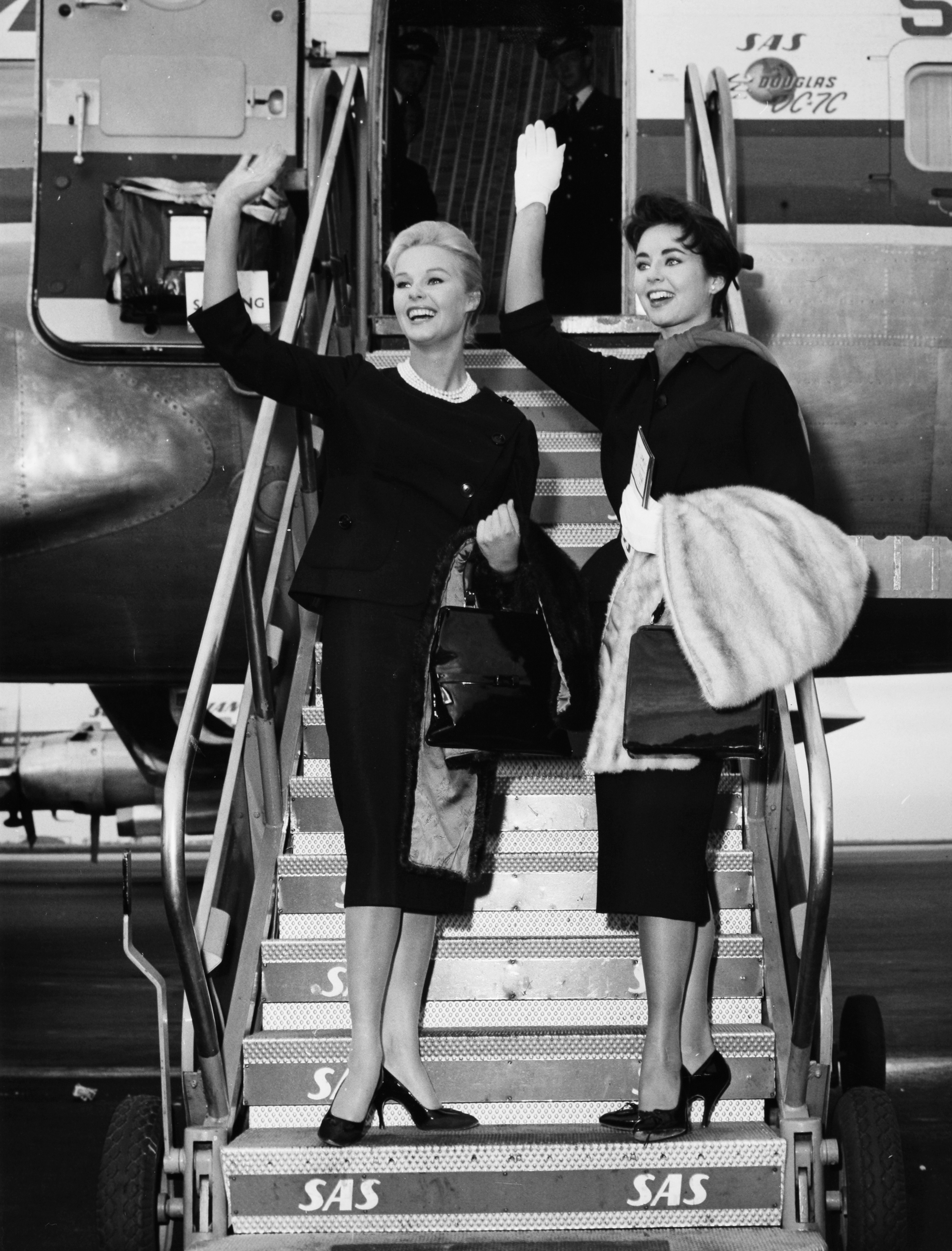
Ingrid Goude y Carol Morris.

Goude ganó el concurso de belleza Miss Suecia de 1956. Como segunda finalista en Miss Universo en 1956, y como primera finalista en Miss Europa, Goude firmó un contrato cinematográfico con Universal Pictures el 25 de julio de 1956. El estudio también ofreció contrato para las concursantes de Miss Universo 1956, Carol Morris, y Marina Orschel de Alemania, la primera finalista. 
Goude ganó el derecho a manejar todas sus ganancias del contrato con Universal en septiembre de 1957. Se pagaban 250 dólares estadounidenses por semanas en esa época. Ahorró el veinte por ciento de sus ganancias en bonos del gobierno. Un Juez de la corte suprema de Los Ángeles renunció a esta condición. El juez declaró que Goude cumpliría 21 años el 26 de mayo de 1958. Además, el contrato fue firmado trece meses antes, y ella había estado viviendo con sus recursos desde entonces. Universal le dio 150 dólares semanales con un salario de maduración de 800 dólares a la semana. Después de dieciocho semanas con Universal, Goude solicitó su liberación del estudio y le fue concedido en enero de 1958.

## Actriz
Ni Morris ni Orschel fueron exitosas en películas. Goude consiguió un papel como secretaria en The Big Beat (1958). La película está plagada de músicos como Harry James y Fats Domino. Interpretó aBeulah, una novia, en Once Upon A Horse (1958). La comedia fue escrita por Dan Rowan y Dick Martin y producida por Universal. Goude entrentó en para su parte en el Los Angeles Athletic Club. Allí, aprendió a usar guantes de boxeo bajo la supervisión de Duke Llewellyn, director atlético.
En julio de 1957 Goude fue a Denver, Colorado, para interpretar a una anfitriona en Night Passage (1957), una película protagonizada por James Stewart y Audie Murphy.
Goude fue parte del elenco junto con James Best en The Killer Shrews. Una producción de Hollywood Pictures Corporation, la película de ciencia ficción se filmó en Dallas, Texas. Ken Curtis también es coestrella en esta película de culto.

## Televisión
Durante su breve carrera como actriz, Goude actuó en varias series de televisión, como Flight (1957), Steve Canyon (1959–1960), Johnny Staccato (1959), The Bob Cummings Show (sindicado como Love That Bob) y The Best of the Post (1961).

## Matrimonio
Goude se casó con Jerome K. Ohrbach en Palm Springs, California, en abril de 1962. Él era presidente de los grandes almacenes Ohrbach's. La pareja estableció su hogar en Beverly Hills después de pasar su luna de miel en Europa. Estuvo casada con Arthur Ryan desde 1976 hasta 1982. Después de su divorcio, se casó con Frederic B. Ingram.